# Jakob Julius David

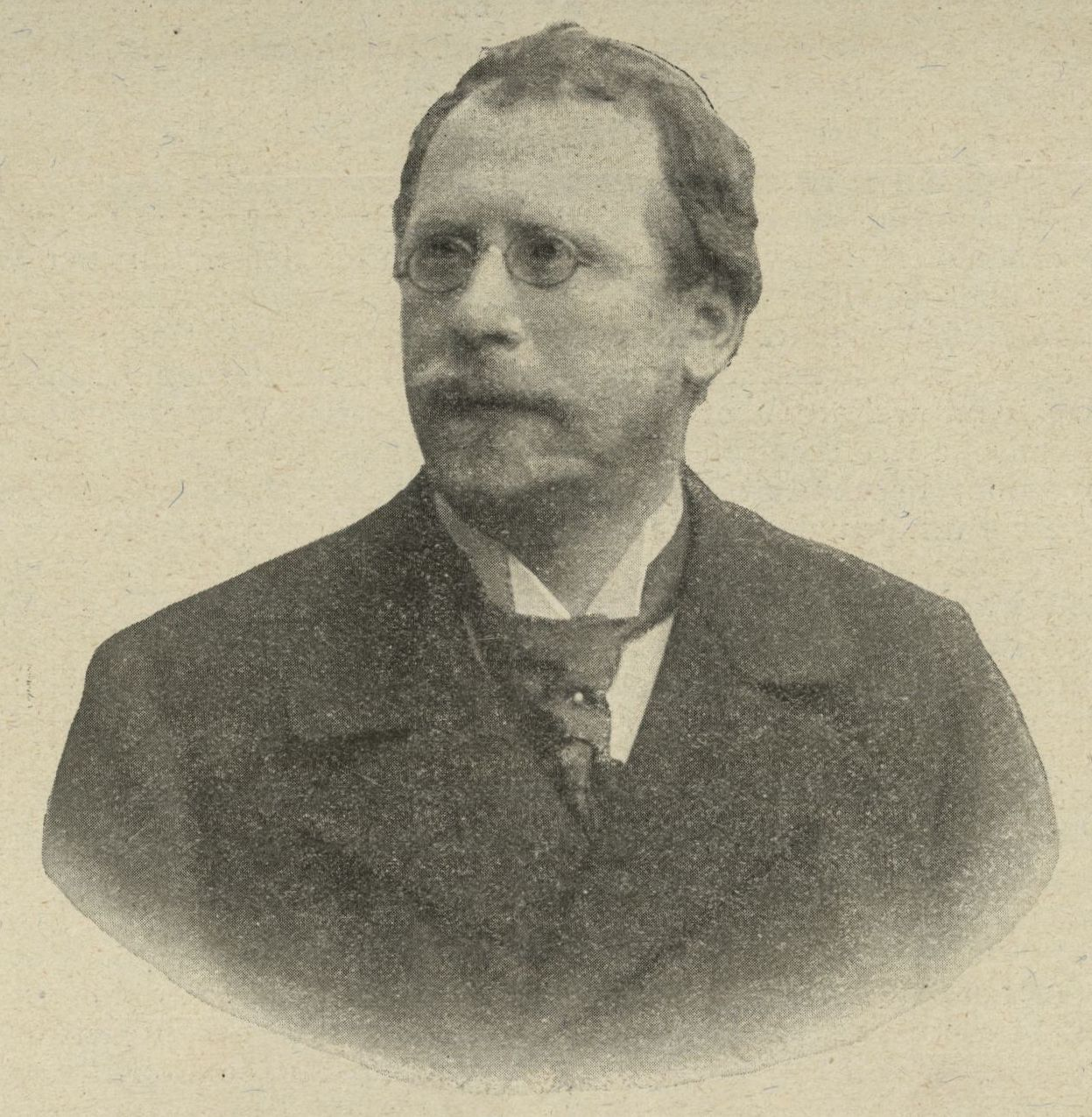
Jakob Julius David

Jakob Julius David (geboren 6. Februar 1859 in Mährisch Weißkirchen, Kaisertum Österreich; gestorben 20. November 1906 in Wien) war ein österreichischer Journalist und Schriftsteller.

## Leben
Jakob Julius David wurde als Sohn eines wohlhabenden jüdischen deutschsprachigen Pächters in Mähren geboren. Die Familie übersiedelte bald nach Fulnek, wo der Vater starb. David wuchs in Söhle auf und besuchte die Gymnasien in Kremsier und Troppau. Hier erkrankte er 1873 schwer an Typhus, wodurch er in seinem Sehvermögen stark eingeschränkt wurde. Außerdem war er seither schwerhörig. Dennoch begann er 1877 in Wien mit dem Studium der Germanistik und Geschichte und nahm lebhaften Anteil am studentischen Leben der Hauptstadt.
Da ihm aufgrund seiner Behinderung der Lehrberuf verwehrt war, arbeitete er zunächst als Hauslehrer und dann als Journalist. Jakob Julius David war als Redakteur und Journalist tätig, u. a. für die Wiener Mode, die Zeit, die Montagsrevue, die Wiener Allgemeine Zeitung, das Neue Wiener Journal und die Wiener Zeitung. Daneben war er freier Schriftsteller.
Im Jahr 1889 erfolgte seine Promotion zum Doktor der Philosophie. Er wechselte vom Judentum zum Katholizismus, was aber keine große Bedeutung hatte, da er weiterhin in regem Kontakt zu jüdischen Persönlichkeiten stand und für jüdische Publikationen, wie die Österreichische Wochenschrift, philosemitische Artikel verfasste. 1891 heiratete David Juliane Ostruska, der Ehe entstammte eine Tochter. 1899 machte er eine ausgedehnte Italienreise. Jakob Julius David schloss sich der Freimaurerloge Zukunft an, für deren Zeitschrift Zirkel er Beiträge verfasste. 1905 erkrankte er an Bronchialkrebs und starb 1906 im Alter von 47 Jahren in Wien und ist auf dem Wiener Zentralfriedhof (Gruppe 0, Reihe 1, Nummer 52) in einem Ehrengrab beerdigt.

## Künstlerisches Schaffen

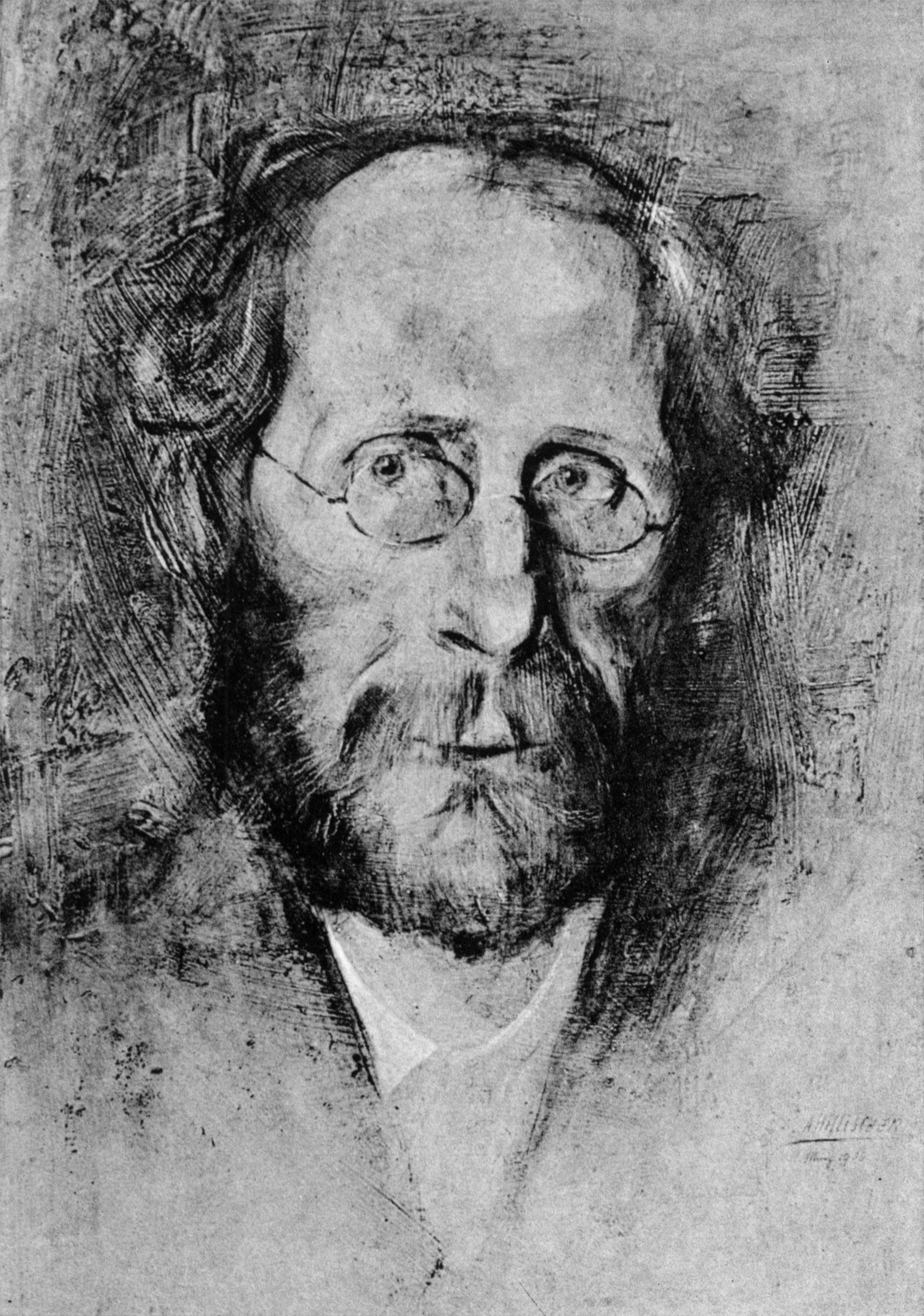
Porträt

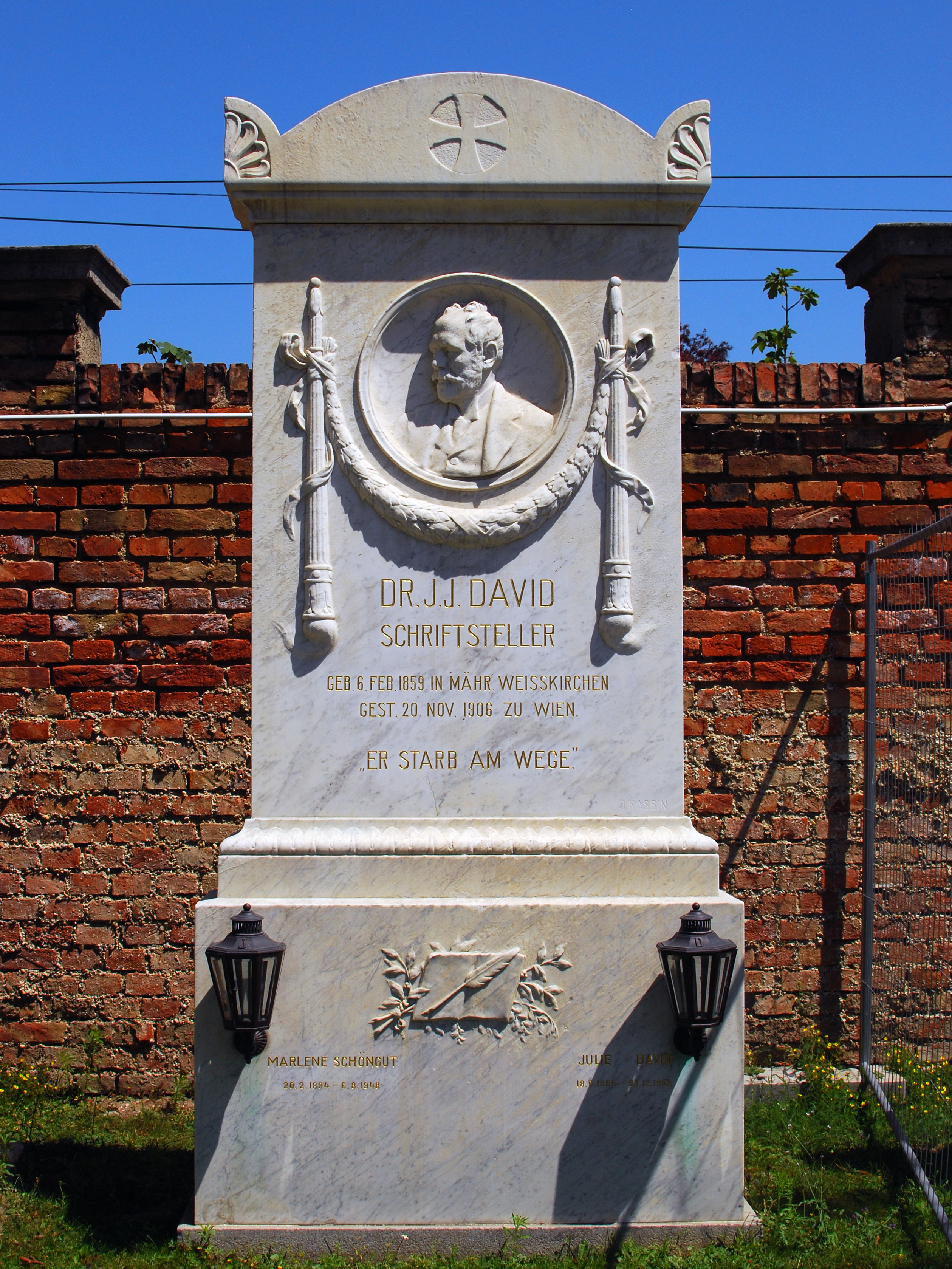
Grabstätte von Jakob David

Sein literarisches Schaffen umfasst Gedichte, Romane, Erzählungen und Dramen, wobei seine besten und bleibendsten Arbeiten zweifellos die Erzählungen sind. In seinen frühen Werken spiegelt sich der Einfluss Conrad Ferdinand Meyers wider. Viele seiner Romane und Erzählungen handeln von seiner mährischen Heimat oder sind im kleinbürgerlichen Milieu Wiens angesiedelt. Stilistisch beurteilt wird Jakob Julius David sehr unterschiedlich; werden seine Werke einerseits dem Naturalismus zugeordnet, wird er andererseits als Vertreter der literarischen Dekadenz angesehen. Wieder andere ordnen ihn dem österreichischen Realismus zu. Obwohl der Autor einerseits zu den eher unbekannten Schriftstellern Österreichs gehört, wurden seine Erzählungen doch in den letzten 20 Jahren immer wieder neu aufgelegt. Durch seine Erzählung "Die Weltreise des kleinen Tyrnauer" in dem Band "Wunderliche Heilige" (1906) schuf er ein Modell, das für die Weltreise in Thomas Manns "Bekenntnissen des Hochstaplers Felix Krull" zum Vorbild wurde. 

## Werke
- Gesammelte Werke in sieben Bänden. München und Leipzig, 1908–1909

### Gedichte
- Gedichte. Dresden 1892

### Romane
- Das Blut, Dresden o. J.
- Am Wege sterben, Berlin 1900
- Der Übergang, Berlin 1903

### Erzählungen
- Das Höfe-Recht. Dresden 1890
- Die Wiedergeborenen. Erzählungen. Dresden und Leipzig 1891
- Probleme. Erzählungen. Dresden und Leipzig 1892
- Frühschein. Geschichten vom Ausgang des großen Krieges. Leipzig 1896
- Vier Geschichten. Leipzig und Berlin 1897
- Die Troika. Erzählungen. Leipzig und Berlin 1901
- Die Hanna. Erzählungen aus Mähren. Berlin und Leipzig 1904
- Halluzinationen. in Neue Deutsche Rundschau XVII 1906
- Wunderliche Heilige. Erzählungen. Wien 1906

### Dramen
- Hagars Sohn, Schauspiel, Wien 1891
- Ein Regentag. Drama, Leipzig 1896
- Neigung, Schauspiel, Leipzig 1898
- Der getreue Eckardt. Schauspiel, Leipzig 1902

### Essays
- Mitterwurzer. Berlin 1905
- Vom Schaffen. Essays, Jena 1906
- Essays. München 1909

## Auszeichnungen
- Preis der Schwestern-Fröhlich-Stiftung
- 1897: Bauernfeld-Preis
- Ehrengrab im Wiener Zentralfriedhof, von Josef Kassin mit der Inschrift: Er starb am Wege.